# American LaFrance Type 12
L'American LaFrance Type 12 Pumper est un camion pompe, utilisé dans la lutte contre l'incendie, produit par le constructeur américain American LaFrance entre 1911 et 1925. 

## Production
American LaFrance basée à Elmira (New York) a commencé à produire des automobiles en 1907.
L’américain LaFrance produisait et vendait une gamme complète de véhicules d’incendie et de sauvetage. Il s’agissait notamment de châssis, de véhicules de lutte contre les incendies de chars et de véhicules à échelle tournante pour les pompiers ainsi que pour les camions-citernes.
Les premiers camions de pompiers motorisés jusqu’en 1910 étaient équipés d’un moteur quatre cylindres de la Simplex Automobile Company. 
À partir de 1910/1911, l’entreprise passe à ses propres moteurs. Il s’agissait de moteurs à quatre et six cylindres. Des camions normaux ont été construits entre 1913 et 1929, par exemple le LaFrance Type 31 américain.

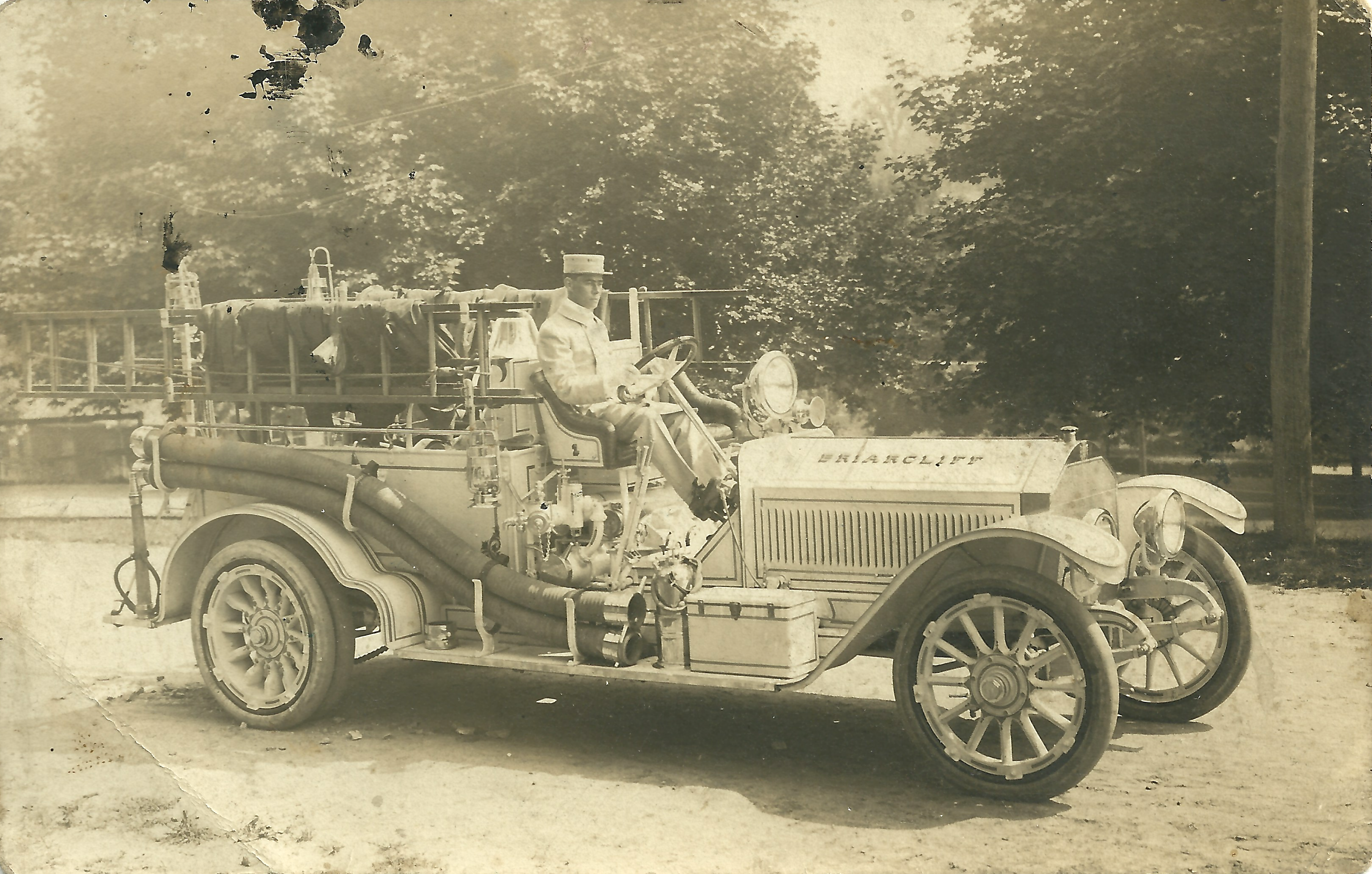
American LaFrance Type 12 (1916)

Le American LaFrance Type 12 a été introduit en 1911 et produit jusqu’en 1925. Le prix de vente était de 9000 dollars. Le moteur six cylindres avait 14016 cm³ avec un alésage de 139,7 mm et une course de 152,4 mm. La puissance selon les normes américaines était de 72,6 HP. La puissance était transmise à l’essieu arrière via deux chaînes. Le frein n’agissait que sur les roues arrière.